# Ardisia marojejyensis
Ardisia marojejyensis là một loài thực vật có hoa trong họ Anh thảo. Loài này được J.S.Mill. & Pipoly mô tả khoa học đầu tiên năm 1993.